# Distretto di Iwanai
Il distretto di Iwanai (岩内郡?) è uno dei distretti della Sottoprefettura di Shiribeshi, Hokkaidō, in Giappone.
Attualmente comprende i comuni di Iwanai e Kyōwa.
| Controllo di autorità | VIAF (EN) 130204733 · LCCN (EN) n82040847 · J9U (EN, HE) 987007562002105171 |